# 3962 Valyaev
A 3962 Valyaev (ideiglenes jelöléssel 1967 CC) egy kisbolygó a Naprendszerben. Tamara Mihajlovna Szmirnova fedezte fel 1967. február 8-án.